# Campeonato Mundial de Ciclismo em Estrada de 1955

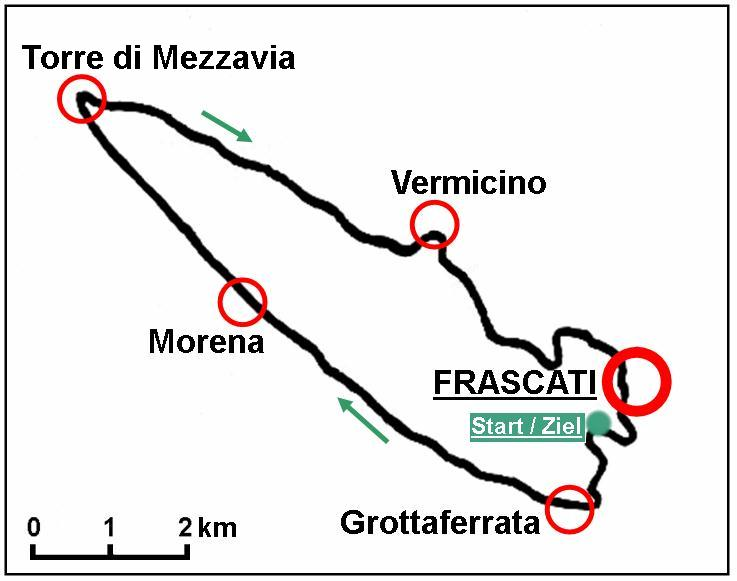
Mapa da pista de Frascati, onde foi celebrado o campeonat

Os Campeonatos do mundo de ciclismo de estrada de 1955 celebrou-se na localidade italiana de Frascati em 27 e 28 de agosto de 1955.

## Resultados
| Evento                     | Ouro                   | Ouro       | Prata                            | Prata    | Bronze                     | Bronze   |
| -------------------------- | ---------------------- | ---------- | -------------------------------- | -------- | -------------------------- | -------- |
| Provas masculinas          |                        |            |                                  |          |                            |          |
| Homens - carreira em linha | Stan Ockers · Bélgica  | 8h 43' 29" | Jean-Pierre Schmitz · Luxemburgo | + 1' 03" | Germain Derijcke · Bélgica | + 1' 15" |
| Amador - carreira em linha | Sante Ranucci · Itália | 5h 36' 09" | Lino Grassi · Itália             | m.t.     | Dino Bruni · Itália        | m.t.     |